# Khamerernebty II
Khamerernebty II là một vương hậu sống vào thời kỳ Vương triều thứ 4 trong lịch sử Ai Cập cổ đại.

## Tiểu sử
Khamerernebty II là một vương hậu của pharaon Menkaure. Cả hai đều là con của pharaon Khafre với vương hậu Khamerernebty I. Khamerernebty II sinh được ít nhất một con trai, là Khuenre. Tuy nhiên Khuenre không phải là người kế vị của vua cha, mà là Shepseskaf, một người anh em cùng cha với ông. Cả vua Shepseskaf và Sekhemre (người được gọi là "Con trai của Vua") cũng được cho là một người con trai của bà.
Khamerernebty II được nhắc đến qua một văn tự khắc trên ngôi mộ Galarza tại Giza. Ngôi mộ này có thể ban đầu được xây dựng cho Khamerernebty I, nhưng sau đó được chuyển sang cho Khamerernebty II.
Mẹ của Vua Thượng và Hạ Ai Cập, Con gái của [Vua Thượng và Hạ Ai Cập và con gái của] Thần, Người nhìn thấy Horus và Seth, Vương quyền vĩ đại, Lời tán dương vĩ đại, Nữ tư tế của Djehuty, Nữ tư tế của Tjasepef, Người vợ được sủng ái của Vua, Con gái của Vua từ thân thể của ngài, người phụ nữ tôn kính, được vinh danh bởi Thánh thần vĩ đại, Khamerernebty (I).
Con gái của bà, Người nhìn thấy Horus và Seth, Vương quyền vĩ đại, Lời tán dương vĩ đại, Nữ tư tế của Djehuty, Nữ tư tế của Tjasepef, Người ngồi với Horus, Người liên kết với sự yêu quý của Hai quý bà, Người vợ được sủng ái của Vua, Con gái của Vua từ thân thể của ngài, người phụ nữ tôn kính, được vinh danh bởi cha bà, Khamerernebty (II).
Nhiều người cho rằng, kim tự tháp vệ tinh G3-a thuộc Kim tự tháp Menkaure là nơi chôn cất của bà, nhưng lại không có một dấu hiệu nào cho thấy việc chôn cất diễn ra ở đây. Khamerernebty II còn được biết đến qua một bức tượng đá xám cùng với người chồng / anh em trai của bà.